# アクサ収納サービス
アクサ収納サービス株式会社（アクサしゅうのうサービス）は、世界最大級の保険・資産運用グループであるアクサグループの総合金融業である。

## 概要
有和ビジネスサービス株式会社として設立したが、2000年にアクサ収納サービス株式会社に社名変更をし、2001年にアクサ保険ホールディング株式会社の100%子会社となった。
現在は、保険料などの収納代行、収納業務に関する入力業務などの事務処理の代行、共済制度などの事務支援、電子計算機の処理、開発などの情報処理サービスを行っている。また、グループ会社であるアクサ生命保険が提供している、商工会議所・商工会の共済制度の収納業務である「CANサービス」を利用の団体に対して「CAN業務代行サービス」を提供している。

## 沿革
- 1993年 - 有和ビジネスサービス株式会社として設立
- 2000年 - アクサ収納サービス株式会社に社名変更
- 2001年 - アクサ保険ホールディング株式会社（後のアクサジャパンホールディング株式会社、現・アクサ生命保険株式会社）の100%子会社となる
- 2001年 - 有和サービス株式会社より収納業務の営業譲渡を受ける
- 2005年 - アクサ保険サービス株式会社と合併
- 2005年 - 東京都港区白金に本社を移転
- 2008年 - 東京都中央区日本橋小伝馬町に本社を移転
- 2019年 - アクサ・ホールディングス・ジャパン株式会社の100%子会社となる。